# Општина Вранештица
Општина Вранештица је некадашња општина Југозападне области у Северној Македонији. Седиште општине било је истоимено село Вранештица.
Општина Вранештица била је по броју становника најмања у Северној Македонији.
Године 2013. општина Вранештица је прикључена општини Кичево.

## Положај
Општина Вранештица налазила се у западном делу Македоније. Са других страна налазиле су се следеће општине Македоније:
- север — Општина Осломеј
- исток — Општина Македонски Брод
- југоисток — Општина Пласница
- југ — Општина Другово
- запад — Општина Кичево

## Природне одлике
Рељеф: Некадашња општина Вранештица заузима средишњи део поречја реке Треске. Овај крај је планинског карактера са мало равничарског земљишта уз реку. На југу се пружа планина Баба, а на северу планина Коњаник.
Клима у некадашњој општини Вранештица влада оштрија варијанта умерене континенталне климе због знатне надморске висине.
Воде: Најважнији ток у некадашњој општини је река Треска, а сви мањи водотоци су њене притоке.

## Становништво
Општина Вранештица имала је по последњем попису из 2002. г. 1.322 ст., од чега у седишту општине, селу Вранештици, 438 ст. (33%). Општина је била ретко насељена.
Национални састав по попису из 2002. године био је:
|           | Број  | Постотак |
| Укупно    | 1.322 | 100%     |
| Македонци | 1033  | 78,1%    |
| Турци     | 276   | 20,9%    |
| остали    | 13    | 1,0%     |

## Насељена места
Некадашња општина Вранештица укључивала је 15 насељених места, сва са статусом села:
| - Вранештица - Атишта - Бигор Доленци - Дупљани - Карбуница | - Козичино - Крушица - Миокази - Орланци - Патец | - Рабетино - Световраче - Старовец - Челопеци - Челопечки Речани |  |